# Новоостаповская улица
Новооста́повская у́лица — улица, расположенная в Юго-Восточном административном округе города Москвы на территории Южнопортового района. Нумерация домов ведётся от Велозаводской улицы.

## История
Улица названа в 1939 году по соседнему Остаповскому шоссе, которое сейчас не существует. Шоссе было, в свою очередь, названо по антропонимическому признаку; большая его часть вошла в состав нынешнего Волгоградского проспекта.
В 1936—1937 годах в начале нынешней Новоостаповской улицы, близ пересечения с Велозаводской улицей, по проекту архитектора И. Ф. Милиниса были построены два конструктивистких жилых дома для работников Автозавода имени Сталина. На прилегающем участке планировалось построить 21 жилой корпус, теннисный корт, волейбольную площадку, детский сад, ясли и школы. Построены были лишь дома, имеющие ныне адреса Велозаводская улица, 3/2 и Новоостаповская улица, 4, корпус 1.

## Расположение
Новоостаповская улица является продолжением Симоновской набережной и Восточной улицы в месте, где они скрещиваются с Велозаводской улицей. Идёт на северо-восток, пересекает Шарикоподшипниковскую улицу, в этом же месте с северо-запада к ней примыкает 1-я Дубровская улица. Идёт далее, с северо-запада к ней примыкает 1-й Дубровский проезд. В районе станции метро «Волгоградский проспект» меняется направление на юго-восточное, идёт далее и заканчивается переходом в Волгоградский проспект.

## Примечательные здания и сооружения
- № 2/3, 4 корпус 1 — жилые дома Автозавода имени Сталина (1936—1937, архитектор И. Ф. Милинис)[5]
- № 5, строение 3 — киностудия «Амедиа» и офис продюсерской компании «Среда»[6][7].

## Транспорт

### Автобус
- с799

### Метро
- Станция метро «Волгоградский проспект» Таганско-Краснопресненской линии — в конце улицы.
- Станция метро «Дубровка» Люблинско-Дмитровской линии — в 300 м на юго-восток от пересечения с Шарикоподшипниковской улицей.
- Станция метро «Автозаводская» Замоскворецкой линии — в 1,4 км на юго-запад от начала улицы.
- Станция метро «Пролетарская» Таганско-Краснопресненской линии находящейся примерно в двух километрах от начала улицы в сторону Симонова монастыря.

## Строительство
4 апреля 2011 года в районной управе Южнопортового района прошло слушание о строительстве православных храмов шаговой доступности (Программа-200), а именно — модульного храма на Новоостаповской улице, владение 6-8. Подавляющим большинством участники слушаний отвергли замысел строительства модульного храма по указанному адресу.